# نظرية تيليجن
نظرية تيليجن هي واحدة من أهم النظريات المتعلقة بنظرية الشبكات، ويمكن اشتقاق معظم مبادئ ونظريات توزيع الطاقة في نظرية الشبكات من خلال هذه النظرية. وتم نشرها عام 1952 بواسطة برنارد تيليجن. أساسا، تعطي نظرية تيليجن علاقة مبسطة بين المقادير التي تتوافق مع قانونا كيرشوف لنظرية الدائرة الكهربائية.
تنطبق نظرية تيليجن على العديد من أنظمة الشبكات. والافتراضات الأساسية للأنظمة هي الحفاظ على تدفق كميات كبيرة (قانون كيرشوف للتيار) وتوحيد الجهود عند عقد الشبكات (قانون كيرشوف للجهود). وتوفر نظرية تيليجن أداة مفيدة لتحليل أنظمة الشبكات المعقدة بما تشمل الدوائر الكهربائية، الشبكات الأيضية، الحيوية، خط الأنابيب وشبكات العمليات الكيميائية.

## النظرية
باعتبار شبكة كيفية شكلها البياني ({\displaystyle G}) يحتوي على ({\displaystyle b}) فروع و ({\displaystyle n_{t}}) عقد، في الشبكة الكهربائية تعتبر الفروع مكونات ثنائية الأطراف والعقد هي نقط التقاطع، وبافتراض أن لكل فرع من الرسم البياني فرق جهد ({\displaystyle W_{k}}) وتيار فرع ({\displaystyle F_{k}}) ل ({\displaystyle k=1,2,\dots ,b})، وبافتراض أنه تم قياسهم مع مراعاة الاتجاهات الأصلية، إذا كان فرق جهد الفروع ({\displaystyle W_{1},W_{2},\dots ,W_{b}}) ترضي جميع القيود الخاصة بقانون كيرشوف للجهد وإذا كان تيارات الفروع ({\displaystyle F_{1},F_{2},\dots ,F_{b}}) ترضي جميع القيود الخاصة بقانون كيرشوف للتيار؛ فإن:
{\displaystyle \sum _{k=1}^{b}W_{k}F_{k}=0.}
نظرية تيليجن غالبا عامة، حيث أنها صالحة لأى شبكة تحتوي على أي عناصر خطية أو غير خطية فعالة أو غير فعالة متغيرة مع الزمن أو غير متغيرة مع الزمن، وتمتد العمومية عندما تكون ({\displaystyle W_{k}}) و ({\displaystyle F_{k}}) عمليات خطية لمجموع فروق الجهد ومجموع تيارات الفروع (على الترتيب) حيث أن العمليات الخطية لا تتأثر بقانونا كيرشوف للجهد والتيار، على سبيل المثال يمكن للعمليات الخطية أن تكون متوسط تحويل لابلاس، يمكن أخذ عينات لمجموعة التيارات عند زمن مختلف من مجموعة فروق الجهد حيث أن قانوني كيرشوف للجهود والتيارات حقيقيان في كل اللحظات الزمنية، امتداد آخر عندما تكون مجموعة فروق الجهود ({\displaystyle W_{k}}) من شبكة واحدة ومجموعة التيارات ({\displaystyle F_{k}}) من شبكة أخرى مختلفة، طالما أن للشبكتين نفس الطوبولوجيا (نفس مصفوفة الحدوث)، وتظل نظرية تيليجن صحيحة، هذا الامتداد يوصل إلى العديد من النظريات المتعلقة بالشبكات ثنائية الأطراف.

## التعريفات
نحتاج أن نقدم تعريفات ضرورية للشبكة لتوفير دليل محكم.
نظرية الحدوث: حاصل ضرب ({\displaystyle n_{t}\times n_{f}}) في مصفوفة ({\displaystyle \mathbf {A_{a}} }) يسمى مصفوفة حدوث عقدة إلى فرع لعناصر المصفوفة ({\displaystyle a_{ij}}) وتكون
{\displaystyle a_{ij}={\begin{cases}1,&{\text{if flow }}j{\text{ leaves node }}i\\-1,&{\text{if flow }}j{\text{ enters node }}i\\0,&{\text{if flow }}j{\text{ is not incident with node }}i\end{cases}}}
يقدم المرجع أو العقدة المرجعية ({\displaystyle P_{0}}) للتعبير عن البيئة ويتم توصيلها بكل العقد والأطراف الديناميكية، ويتم إزالة حاصل ضرب ({\displaystyle (n_{t}-1)\times n_{f}}) في مصفوفة ({\displaystyle \mathbf {A} })، حيث يحتوي الصف على العناصر ({\displaystyle a_{0j}}) للعقدة المرجعية ({\displaystyle P_{0}}) ويطلق على ذلك مصفوفة الحدود القليلة.
قوانين التحويل (قانون كيرشوف للتيار) في شكل مصفوفة متجه:
{\displaystyle \mathbf {A} \mathbf {F} =\mathbf {0} }
شرط تحويل الجهود (قانون كيرشوف للجهد) في شكل مصفوفة متجه:
{\displaystyle \mathbf {W} =\mathbf {A^{T}} \mathbf {w} }
حيث ({\displaystyle w_{k}}) هي الجهود المطلقة عند العقد بالنسبة للعقدة المرجعية ({\displaystyle P_{0}}).

## البرهان
باستخدام قانون كيرشوف للجهد:
{\displaystyle {\begin{aligned}\mathbf {W^{T}} \mathbf {F} =\mathbf {(A^{T}w)^{T}} \mathbf {F} =\mathbf {(w^{T}A)} \mathbf {F} =\mathbf {w^{T}AF} =\mathbf {0} \end{aligned}}}
وبسبب ({\displaystyle \mathbf {AF} =\mathbf {0} }) باستخدام قانون كيرشوف للتيار فإن:
{\displaystyle \sum _{k=1}^{b}W_{k}F_{k}=\mathbf {W^{T}} \mathbf {F} =0}

## التطبيقات
يتم تصميم الشبكات التناظرية للعديد من الأنظمة الفيزيائية المتنوعة، وأثبتت أهميتها في تحليل سلوكها الديناميكي، التطبيق التقليدي لنظرية الشبكات ونظرية تيليجن هو نظرية الدائرة الكهربائية، حيث تستخدم بشكل أساسي في تصميم المرشحات في تطبيقات معاجة الإشارة.
التطبيق الأحدث لنظرية تيليجن يكون في منطقة العمليات الكيميائية والحيوية، وتعمم فروض الدوائر الكهربائية (قانونا كيرشوف) للأنظمة الديناميكية التي تنصاع لقوانين الديناميكا الحرارية الغير معكوسة، ويمكن تحليل تصميم شبكات التفاعل (أليات التفاعل والشبكات الأيضية) باستخدام نظرية تيليجن.
تطبيق آخر من تطبيقات نظرية تيليجن هو تحديد الإستقرار والمثالية لأنظمة العمليات المعقدة مثل المحطات الكيميائية أو أنظمة إنتاج البترول. ويمكن تشكيل نظرية تيليجن لإجراء العمليات على الأنظمة باستخدام العقد الأطراف توصيلات التدفق والسماح للمصادر بإنتاج أو اتلاف الكميات الكلية.
صيغة نظرية تيليجن لإجراء العمليات على الأنظمة:
{\displaystyle \sum _{j=1}^{n_{P}}W_{j}{\frac {\operatorname {d} Z_{j}}{\operatorname {d} t}}=\sum _{k=1}^{n_{f}}W_{k}f_{k}+\sum _{j=1}^{n_{P}}w_{j}p_{j}+\sum _{j=1}^{n_{t}}w_{j}t_{j},\quad j=1,\dots ,n_{p}+n_{t}}
حيث ({\displaystyle p_{j}}) هي رموز الإنتاج، ({\displaystyle t_{j}}) هي توصيلات الأطراف، و ({\displaystyle {\frac {\operatorname {d} Z_{j}}{\operatorname {d} t}}}) هي رموز التخزين الديناميكية للمتغيرات الكلية.